# オナニーマシーン
オナニーマシーンは、日本のパンク・ロックバンド。通称、オナマシ。「ガラスの中年」「全裸の妖精たち」を自称した。1999年結成。

## 概要
1999年12月24日、当時、出版社の中堅サラリーマンだったイノマーによって結成された。楽曲の歌詞やタイトルにオナニー、童貞、フェラチオ、ち○こ、ま○こなど下ネタ系統の卑猥な言葉を多用するも、思春期男子の性欲をストレートに表現された性春パンクを確立。また、有名な楽曲や漫画・アニメソングなどをパロディーや替え歌にした楽曲もある（「ポコチン」（線路は続くよどこまでも）、「タマしゃぶれ!!」（Twist and Shout）、「まいうぇい40」（My Way）、「オナマシが街に……」（聖者が街にやってくる）、「オナニーマシーン猛レース」（チキチキマシン猛レース）、「ボーイズ・ビー」（BOYS BE…）、「淫河鉄道69」（銀河鉄道999）など）。
ライブ活動を経て2002年にインディーズでCDデビュー。ライブでの過激なパフォーマンスが有名で、全裸になって演奏し、観客の所に突っ込んだり、オナニーで使ったティッシュなどをばら撒いたりしている。このような数々のパフォーマンスにより、出入り禁止になったライブハウスも数多い。
2003年にサンボマスターとのスプリットアルバムの形でMASTERSIX FOUNDATION（SMEJ）から事実上メジャーデビュー。2004年3月24日にアルバム『女のコ』『パンツの穴』をSMEJから、性的な面で過激な歌詞の楽曲を集めた『片思ひ』をインディーズのロフトレコードから同時リリースし、名実共にメジャー・デビューを予定するも、発売直前の3月19日に『片思ひ』の作品の内容にレコード会社が難色を示し、急遽『片思ひ』のみ発売中止となる事件が生じた。SMEJとは契約を解消の上、『片思ひ』は3ヶ月後に再発売。以降、インディーズでの活動を続ける。

## 略歴
1999年12月24日、クリスマスイブに結成。2000年1月より、奇数月の最終土曜日に「ティッシュタイム」という定期ライブイベントを開催する。2001年3月、デモCD-R『みき17才』をライブ会場にて販売。2002年4月1日、1stアルバム『恋のABC』をリリースし、ロングセールスを記録。4万枚売上。11月27日、2ndアルバム『彼女ボシュー』をリリース。3万枚を売り上げた。
2003年7月24日、サンボマスターとのスプリット・アルバム『放課後の性春』をリリース。9月10日、シーモネーター（現SEAMO）とのコラボレーションシングル『家出/恋のABC』とアナログ盤『恋のチンチンマンマン』を同時リリース。
2004年3月24日、アルバム『女のコ』『パンツの穴』2枚同時発売でMASTERSIX FOUNDATIONよりメジャーデビュー。
2006年2月14日、ライブアルバム『ティッシュタイム』をリリース。7月5日、初めてのDVD『裸の大将 〜野に咲くバカのように〜 オナマシ1999〜2006』をリリース。
2007年6月27日、3年ぶりにアルバム『義雄』をリリース。イノマー40歳記念作として、アルバム名、ジャケットともに実の父を起用した。
2008年4月23日、初のベスト・アルバム『オナニー大図鑑』をリリース。
2016年12月7日、10年ぶりのアルバム『冤罪』をリリース。
2018年12月5日、20周年記念アルバム『オナニー・グラフィティ』をLOFT RECORDSよりリリース。
2019年12月19日、ボーカルのイノマーが死去。
2022年7月16日、イノマーロックフェスティバルにて2年9ヶ月ぶりに復活。

## メンバー
- オノチン（ギター/ボーカル、1962年3月21日 - ）
青森県弘前市出身。アルバム『ティッシュタイム』で本名が「おのかつのり（漢字表記：小野勝規）[7]」であることが判明。JET BOYSのメンバーとしても活動中。また、漫画家の山下和美のアシスタントを担当している[8]。
- ガンガン（ドラム、1968年1月9日 - ）
同じ経緯で本名が「いわもとこうじ（漢字表記：岩本幸治）」であることが判明。

## 元メンバー
- イノマー（ボーカル/ベース、1966年11月27日 - 2019年12月19日[9]）
本名、猪股昌也。口腔底癌により死去。

## ディスコグラフィ

### シングル
1. 家出/恋のABC（2003年9月10日）※オナニーマシーン&シーモネーター名義、オリコン173位
2. 恋のチンチンマンマン（2003年9月10日）※アナログ　500枚限定

### アルバム
1. 恋のABC（2002年4月1日）※インディーズ
2. 彼女ボシュー（2002年11月27日）※インディーズ、オリコン89位
3. 放課後の性春（2003年7月24日）※スプリットアルバム オナニーマシーン/サンボマスター名義、オリコン85位
4. 女のコ（2004年3月24日）オリコン214位
5. パンツの穴（2004年3月24日）オリコン243位
6. 片思ひ（2004年6月30日）※インディーズ、オリコン227位
  - 一度発売中止となった（前述）同アルバムの再発盤　以降はすべてインディーズ販売
7. ティッシュタイム（2006年2月14日）※ライブアルバム
8. 義雄（2007年6月27日）
9. オナニー大図鑑（2008年4月23日）ベストアルバム
10. 冤罪（2016年12月7日）
11. オナニー・グラフィティ（2018年12月5日）

### DVD
1. 裸の大将 〜野に咲くバカのように〜 オナマシ1999〜2006（2006年7月5日）監督:手塚一紀 & イノマー

### 参加作品
1. THE BLUE HEARTSトリビュート「THE BLUE HEARTS SUPER TRIBUTE」（2003年4月2日）
  - 12.ブルーハーツのテーマ
2. JUN SKY WALKER(S)トリビュート「WALK TOWARDS THE FUTURE 〜JUN SKY WALKER(S) TRIBUTE〜」（2003年）
  - 8.SUICIDE DAY